# Aritmetična funkcija
Aritmétična fúnkcija f(n) je v teoriji števil funkcija, določena za vsa pozitivna cela števila in zavzema vrednosti v množici kompleksnih števil. Z drugimi besedami, aritmetična funkcija je zaporedje kompleksnih števil.
Najbolj pomembne aritmetične funkcije so aditivne in multiplikativne.
Pomembna operacija na aritmetičnih funkcijah je Dirichletova konvolucija.
Aritmetične funkcije je moč raziskovati z Bellovimi vrstami.

### Zgledi
Članka o aditivnih in multiplikativnih funkcijah vsebujeta nekaj zgledov aritmetičnih funkcij. Tu je podanih nekaj zgledov funkcij, ki niso ne aditivne ne multiplikativne: 
- c4(n) – število načinov razporeditve n kot vsota štirih kvadratov nenegativnih celih števil, kjer razlikujemo med različnimi razvrstitvami seštevancev. Na primer:

1 = 12+02+02+02 = 02+12+02+02 = 02+02+12+02 = 02+02+02+12,
zato c4(1)=4.
- P(n), particijska funkcija – število razporeditev n kot vsota pozitivnih celih števil, kjer razvrstitev seštevancev ni pomembna. Na primer: P(2 · 5) = P(10) = 42 in P(2)P(5) = 2 · 7 = 14 ≠ 42.

- π (n), število praštevil – število praštevil manjše ali enako danemu številu n. Na primer: π(1) = 0 in π(10) = 4 (praštevila pod 10 so 2, 3, 5, in 7).

- a0(n) – vsota praštevil, ki delijo n, včasih označena kot sopfr(n) (Some of the prime factors with repetition). Na primer: a0(20) =  a0(22 · 5) = 2 + 2+ 5 = 9. (OEIS A001414).

- ω(n) – število različnih praštevil, ki delijo n. Na primer: ω(1) = 0 in ω(20) = 2. Različni praštevili, ki delita 20, sta 2 in 5.

- a1(n) – vsota različnih praštevil, ki delijo n, včasih označena kot sopf(n). Na primer: a1(1) = 0, a1(20) = 2 + 5 = 7. (OEIS A008472).

- M(n), Mertensova funkcija – vsota Möbiusovih funkcij.

- Λ(n), von Mangoldtova funkcija – enaka ln p, če je n celoštevilska potenca praštevila p, drugače pa 0.